# Giovanni Gallini
Giovanni Andrea Battista Gallini (né à Florence le 7 janvier 1728 et mort à Londres le 5 janvier 1805) est un danseur, maître à danser et chorégraphe italien qui fit principalement carrière en Grande-Bretagne.
Formé à Paris par Marcel, il se produit à l'Académie royale de musique jusqu'en 1754, puis paraît au Covent Garden Theatre de Londres en 1757, dans The Judgment of Pâris. Nommé « directeur des danses » en 1758, il publie A Treatise on the Art of Dancing en 1762, largement inspiré de La Danse ancienne et moderne de Cahusac, et Critical Observations on the Art of Dancing en 1770.
Il est anobli en Sir John Gallini par son mariage avec la fille du comte d’Abingdon en 1763 et fait chevalier de l’ordre de l’Éperon d’or par le pape Pie VI en 1788.